# Orašje (Posavina)
Pour les articles homonymes, voir Orašje.
Orašje (en cyrillique : Орашје) est une ville et une municipalité de Bosnie-Herzégovine située dans le canton de la Posavina et dans la fédération de Bosnie-et-Herzégovine. Selon les premiers résultats du recensement bosnien de 2013, la ville intra muros compte 3 796 habitants et la municipalité 21 584.

## Géographie
Orašje est située sur la rive droite de la Save et à la frontière entre la Bosnie-Herzégovine et la Croatie. De l'autre côté de la rivière se trouve la ville croate de Županja, dans le comitat de Vukovar-Syrmie. En Bosnie-Herzégovine, la municipalité est entourée par celles de Domaljevac-Šamac à l'ouest, Šamac et Donji Žabar respectivement au sud-ouest et sud et par le district de Brčko au sud-est.

## Histoire
Après la guerre de Bosnie et à la suite des accords de Dayton (1995), la municipalité de Donji Žabar a été formée sur la municipalité d'Orašje d'avant-guerre et intégrée à la république serbe de Bosnie.

## Localités

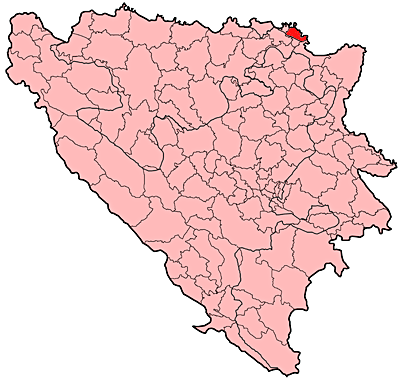
Localisation de la municipalité d'Orašje en Bosnie-Herzégovine

La municipalité d'Orašje compte 14 localités :
| - Bok - Bukova Greda - Čović Polje - Donja Mahala - Jenjić - Kopanice - Kostrč | - Lepnica - Matići - Orašje - Oštra Luka - Tolisa - Ugljara - Vidovice |

## Démographie

### Villeintra muros

#### Évolution historique de la population dans la villeintra muros
| 1948 | 1953 | 1961  | 1971  | 1981  | 1991  | 2013  |
| ---- | ---- | ----- | ----- | ----- | ----- | ----- |
| -    | -    | 1 860 | 2 787 | 3 420 | 3 907 | 3 796 |

|  |

### Municipalité

#### Évolution historique de la population dans la municipalité
| 1961   | 1971   | 1981   | 1991   | 2013   |
| ------ | ------ | ------ | ------ | ------ |
| 21 662 | 25 740 | 27 806 | 28 367 | 21 584 |

#### Répartition de la population par nationalités dans la municipalité (1991)
En 1991, sur un total de 28 367 habitants, la population se répartissait de la manière suivante :

## Politique
À la suite des élections locales de 2012, les 25 sièges de l'assemblée municipale se répartissaient de la manière suivante :
| Parti                                                               | Sièges |
| ------------------------------------------------------------------- | ------ |
| Union démocratique croate de Bosnie-Herzégovine (HDZ BiH)           | 10     |
| Union démocratique croate 1990 (HDZ 1990)                           | 8      |
| Parti d'action démocratique (SDA)                                   | 2      |
| Parti croate du Droit (HSP BiH)                                     | 2      |
| Parti de la Posavina                                                | 1      |
| Parti social-démocrate (SDP)                                        | 1      |
| Alliance pour un meilleur avenir de la Bosnie-Herzégovine (SBB BiH) | 1      |

Đuro Topić, membre de l'Union démocratique croate de Bosnie-Herzégovine (HDZ BiH), a été réélu maire de la municipalité,.

## Sport
Orašje possède un club de football, le HNK Orašje.

## Tourisme

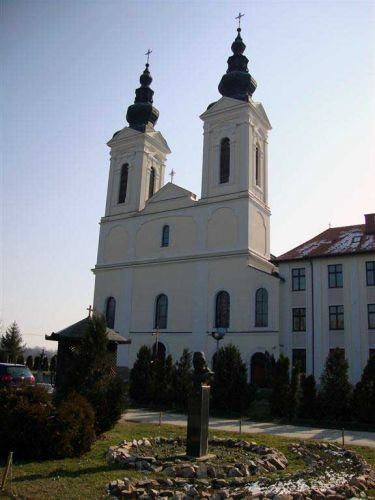
Le couvent franciscain de Tolisa

Sur le territoire de la municipalité se trouve le couvent franciscain de Tolisa qui remonte à la seconde moitié du XIXe siècle ; avec ses biens mobiliers, il est inscrit sur la liste des monuments nationaux de Bosnie-Herzégovine.

## Personnalités
- Aleksandar Živković, footballeur
- Bakir Beširević, ancien footballeur
- Edin Husić, footballeur
- Marko Topić, ancien footballeur
- Mato Neretljak, ancien footballeur
- Miro Klaić, ancien footballeur
- Zdenko Baotić, footballeur